# Dvietes dumbraji
Dvietes dumbraji este o arie protejată (arie specială de conservare — SAC, sit de importanță comunitară — SCI, arie de protecție specială avifaunistică — SPA) din Letonia întinsă pe o suprafață de 121,29 ha, integral pe uscat.

## Localizare
Centrul sitului Dvietes dumbraji este situat la coordonatele 56°09′08″N 26°18′05″E / 56.1522°N 26.3013°E.

## Înființare
Situl Dvietes dumbraji a fost declarat arie de protecție specială avifaunistică în decembrie 2002 pentru a proteja 2 specii de animale. Alte tipuri de protecție:
- sit de importanță comunitară (în mai 2004)
- arie specială de conservare (în mai 2004)[1][3][4]

## Biodiversitate
Situată în ecoregiunea boreală, aria protejată conține 4 habitate naturale: Taiga vestică, Păduri fino-scandinave bogate în ierburi cu Picea abies, Păduri caducifoliate de mlaștină fino-scandinave, Păduri aluvionare cu Alnus glutinosa și Fraxinus excelsior (Alno-Padion, Alnion incanae, Salicion albae).
La baza desemnării sitului se află mai multe specii protejate de  păsări (2): barză neagră (Ciconia nigra), ciocănitoare neagră (Dryocopus martius)
Pe lângă speciile protejate, pe teritoriul sitului au mai fost identificate 10 specii de plante, 4 specii de nevertebrate.